# 论波兰政府

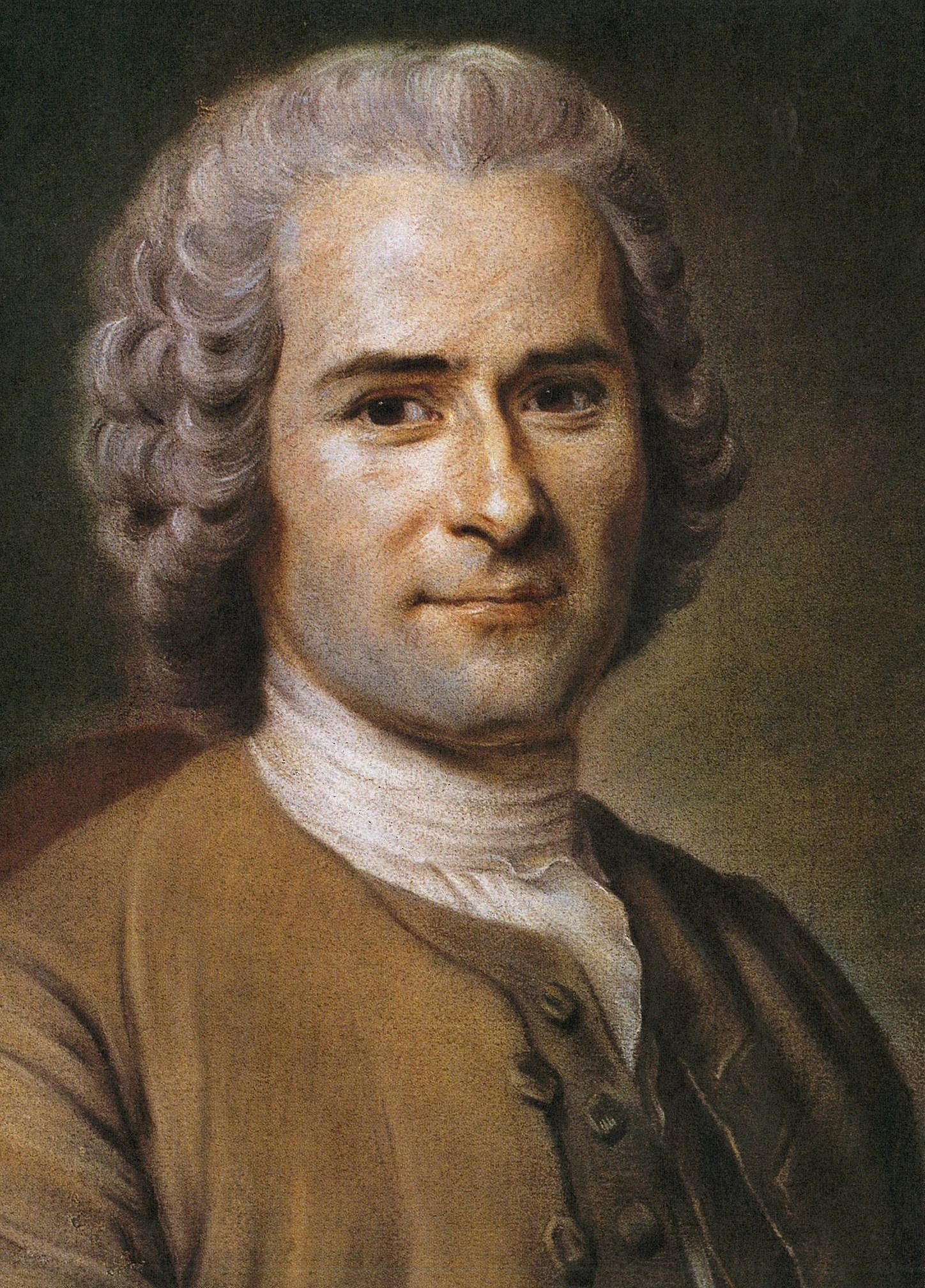

《论波兰政府》（法语：Considérations sur le gouvernement de Pologne）是日内瓦哲学家让-雅克·卢梭的最后一部政治理论著作，内容是对波兰立陶宛联邦设计新宪法提出的建议。
该文完成于1772年，当时第一次瓜分波兰已经发生（1772年2月17日）。俄国、普鲁士和奥地利侵略并占领了波兰的大部分地区。该文直到卢梭去世之后才出版。
卢梭认为小国有助于繁荣，而大国会陷入无政府状态或专制主义。因此他建议对波兰的联邦制度进行重要的改革。他说道：“如果你想改革你的政府，那么首先要缩小你的边界，”
卢梭的著作影响了世界第二部成文宪法，1791年5月3日的波兰五三宪法。